# Horné Dubové
Horné Dubové je obec na Slovensku v okrese Trnava. Žije zde 369 obyvatel.
V obci je římskokatolický kostel sv. Martina z roku 1720.
Obec Horné Dubové leží v severní části okresu Trnava. Je vzdálena 19 km od okresního města severním směrem a 3 km od úpatí Malých Karpat severozápadním směrem. Leží v Trnavské pahorkatině, kterou ze západu a ze severu ohraničují Malé Karpaty, ze severovýchodu Považský Inovec a z jihu Podunajská pahorkatina. Nachází se v mělkém údolí Dubovského potoka s nadmořskou výškou 200–268 m.
Katastr obce má téměř tvar čtverce a jeho celková výměra činí 728 ha.
Katastr obce tvoří ploché hřbety pokryté mocnou pokrývkou spraše a kromě lužních porostů v údolí je odlesněn. Pokryv hřbetů jsou černozemní a hnědozemní půdy, v údolí lužní. Kromě zastavěné plochy, objektivně neplodných ploch a 2 ha lesa je veškerá půda zemědělsky využita.
Obec leží v teplé klimatické oblasti s mírně suchým podnebím a mírnými zimami. Průměrná dlouhodobá roční teplota představuje 9 °C. Dlouhodobý průměr ročního úhrnu srážek je asi 700 mm.
Horné Dubové patřilo do Bratislavské župy. Dnes je součástí Trnavského kraje a trnavského okresu.